# 116 Dywizja Strzelecka (ZSRR)
116 Dywizja Strzelecka (ros. 116-я стрелковая дивизия) – dywizja Armii Czerwonej.

## Formowania i walki
Sformowana 1939 roku w Penzie, liczyła 6000 żołnierzy. Po niemieckim ataku, w lipcu–sierpniu 1941 uczestniczyła w obronie Czerkas, zaś we wrześniu została praktycznie rozbita w okrążeniu pod Kijowem i 21 grudnia 1941 rozformowana.
22 stycznia 1942 roku 457 Dywizję Strzelecką, sformowaną 8 grudnia 1941 w Zabajkalskim Okręgu Wojskowym, przemianowano na 116 Dywizję Strzelecką. W 1945 roku razem z 111 Dywizją Strzelecką i 213 Dywizją Strzelecką wchodziła w skład 48 Korpusu Strzeleckiego. 116 DS uczestniczyła m.in. w ofensywie Armii Czerwonej rozpoczętej 12 stycznia 1945 roku, biorąc udział w przełamaniu niemieckich fortyfikacji Stellung a2.

## Dowódcy
- 20.07.1940 – 07.09.1941: płk Jakow Jeriemienko
- 08.09.1941 – 27.12.1941: ppłk Wiktor Bujanow

## Struktura organizacyjna
Pierwsze formowanie
- 441 Pułk Strzelecki
- 548 Pułk Strzelecki (do 06.10.1941)
- 656 Pułk Strzelecki
- 405 Pułk Artylerii Lekkiej
- 225 Pułk Artylerii Haubic (do 21.09.1941)